# Slim Bouaziz
Slim Bouaziz, in arabo سليم بوعزيز‎? (Tunisi, 16 aprile 1950), è uno scacchista tunisino.
Dopo aver ottenuto il titolo di Maestro Internazionale nel 1975, nel 1993 è diventato il primo  Grande Maestro dell'Africa. Nel 2014 la FIDE lo ha anche nominato Organizzatore Internazionale.

## Principali risultati
Otto volte vincitore del Campionato tunisino: 1967, 1968, 1969, 1981, 1984, 1990, 1991 e 2000.
Due volte vincitore del Campionato arabo: nel 1986 a Tunisi e nel 1991 a Dubai.
Con la nazionale della Tunisia, dal 1966 al 2006 ha partecipato a 16 edizioni delle olimpiadi degli scacchi (12 volte in prima scacchiera),  ottenendo complessivamente il 52,7% dei punti.
Ha partecipato al Campionato del mondo FIDE del 1999 a Las Vegas, dove è stato eliminato nel primo turno da Vasilios Kotronias 0,5-1,5.
Bouaziz ha partecipato a diversi tornei internazionali, ottenendo il primo posto (da solo o ex æquo) a Belgrado nel 1977 e a Bucarest nel 1992.
Ha ottenuto il suo più alto rating FIDE nel luglio del 1993, con 2525 punti Elo.